# Moderní teorie valenčních vazeb
Moderní teorie valenčních vazeb je označení pro využití teorie valenčních vazeb, v počítačových programech; jinými metodami jsou Hartreeho–Fockova metoda a ostatní postupy založené na teorii molekulových orbitalů. Poslední uvedené metody v kvantové chemii převažují od příchodu digitálních počítačů, protože jsou snadněji naprogramovatelné, a využívání teorie valenčních vazeb se tak omezilo. Vylepšení metod založených na teorii valenčních vazeb provedli Gerratt, Cooper, Karadakov a Raimondi (1997); Li a McWeeny (2002); Joop H. van Lenthe a další (2002); Song, Mo, Zhang and Wu (2005); a Shaik a Hiberty (2004)
V nejjednodušší podobě jsou překryvy atomových orbitalů nahrazeny orbitaly, které jsou lineárními kombinacemi atomových bázových funkcí, čímž vznikají lineární kombinace atomových orbitalů (LCAO). Toto rozšíření se optimalizuje, aby dávalo nejnižší energii bez zahrnutí iontových struktur.
Například u molekuly vodíku se v klasické teorii valenčních vazeb používají dva 1s atomové orbitaly (a a b) na dvou vodíkových atomech a vytváří se tím kovalentní struktura:
ΦC = (a(1)b(2) + b(1)a(2)) (α(1)β(2) - β(1)α(2))
a následně iontová struktura:
ΦI = (a(1)a(2) + b(1)b(2)) (α(1)β(2) - β(1)α(2))
Výsledná vlnová funkce je lineární kombinací těchto dvou funkcí. Charles Coulson a Inga Fischer-Hjalmars ukázali, že plně ekvivalentní funkcí je:
ΦCF = ((a+kb)(1)(b+ka)(2) + (b+ka)(1)(a+kb)(2)) (α(1)β(2) - β(1)α(2))
jejím rozšířením vychází lineární kombinace kovalentních a iontových struktur. Moderní teorie valenčních vazeb nahrazuje jednoduché lineární kombinace dvou atomových orbitalů lineární kombinací všech orbitalů v sadě bází. Dva takto vzniklé valenční orbitaly vypadají jako orbital s jedním atomem vodíku mírně rozptýleným k ostatním vodíkovým atomům. Moderní teorie valenčních vazeb je tak rozšířením této Coulsonovy–Fischerovy metody.

## Teorie spinově svázaných valenčních vazeb
Existuje mnoho různých metod pro teorii valenčních vazeb. Většina využívá n valenčních vazebných orbitalů pro n elektronů. Pokud se jedna skupina těchto orbitalů spojí se všemi lineárně nezávislými kombinacemi spinových funkcí, pak vznikne teorie spinově svázaných valenčních vazeb. Celková vlnová funkce se optimalizuje změnami koeficientů bázových funkcí ve valenčních vazebných orbitalech a koeficientů jednotlivých spinových funkcí. V jiných případech může být také použita jen část spinových funkcí. Mnoho metod valenčních vazeb využívá několik sad valenčních vazebných orbitalů.

## Programy
Několik skupin vytvořilo volně dostupné počítačové programy pro výpočty podle moderní teorie valenčních vazeb.